# Eudemopsis polytrichia
Eudemopsis polytrichia is een vlinder uit de familie van de bladrollers (Tortricidae). De wetenschappelijke naam van de soort is voor het eerst geldig gepubliceerd in 1985 door Liu & Bai.